# Jaqma
Jaqma (franska: Jaqma (CR), Jaqma (Commune Rurale), arabiska: الفقراء أولاد عامر) är en kommun i Marocko.   Den ligger i provinsen Berrechid och regionen Casablanca-Settat, 100 km sydväst om huvudstaden Rabat. Antalet invånare är 10 799.